# Benediktinerpropstei Istein
Die Benediktinerpropstei Istein im heutigen Ortsteil Istein der baden-württembergischen Gemeinde Efringen-Kirchen wurde etwa im 12. Jahrhundert gegründet und 1529 aufgelöst.

## Hauskloster der Herren von Rötteln

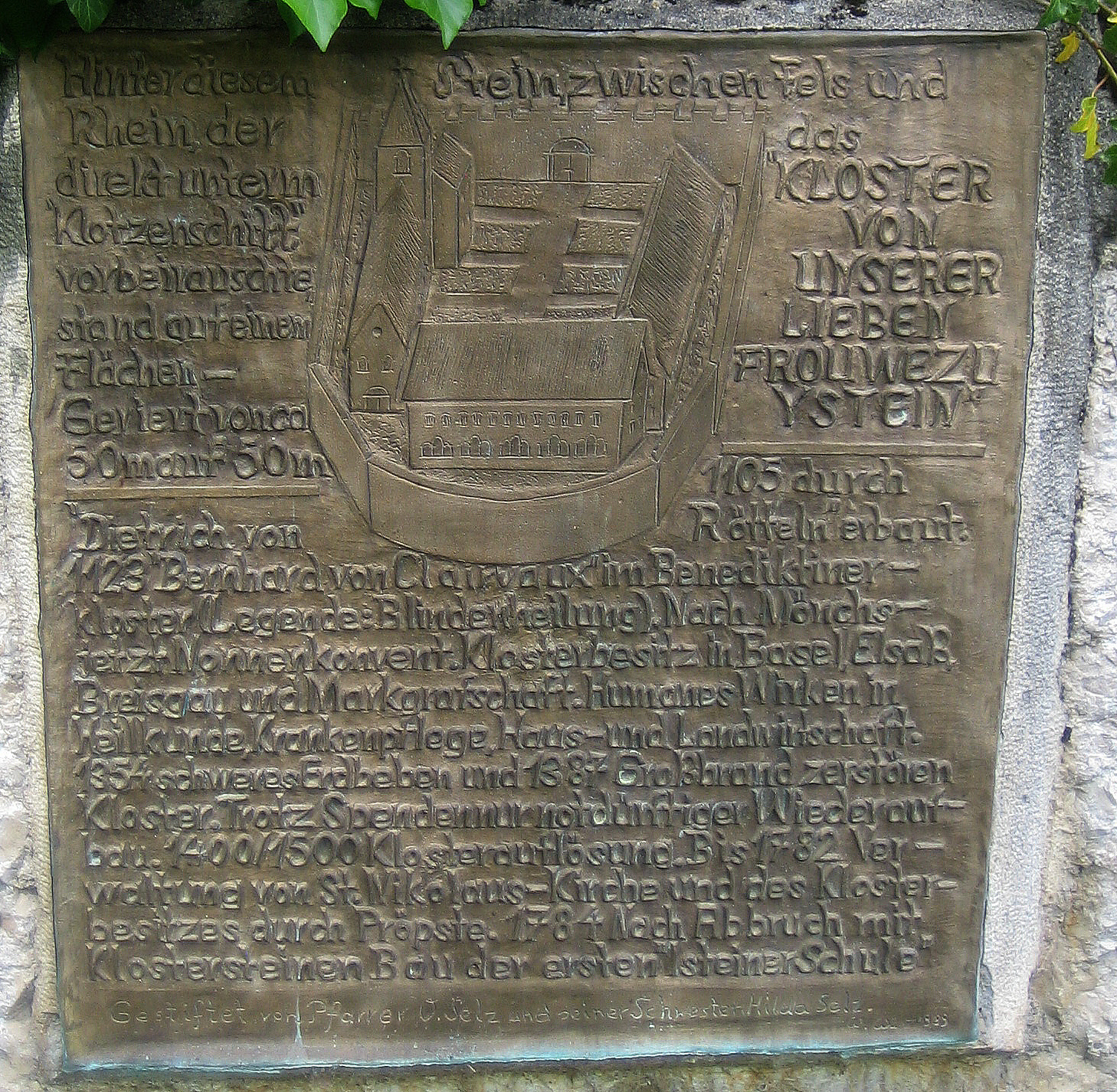
Kloster Istein, Erinnerungstafel

Wann und durch wen das Kloster gegründet wurde, ist nicht belegt. Ein Berain aus dem Jahr 1610 nennt das Jahr 1105 als Gründungsjahr. Zu dieser Zeit war ein Dietrich von Rötteln Vogt der rechtsrheinischen Gebiete des Basler Klosters St. Alban. Da St. Alban 1356 das Recht zur Einsetzung des Priors von Istein erhielt (Kollatur), wird davon ausgegangen, dass das Cluniazenser Priorat Istein bereits von Beginn an unter dem Einfluss von St. Alban stand und die Herren von Rötteln – die auch später bedeutende Gönner des Isteiner Klosters waren – wohl auch dessen Stifter waren. Die Vielzahl der röttelschen Stiftungen für Istein führten zum Schluss, dass die Röttler das Kloster als Hauskloster betrachteten. Die Röttler übten auch die Vogtei über das Kloster aus, bis sie 1315 im Mannesstamm ausstarben. Auch in dieser Vogtei traten die Markgrafen von Hachberg-Sausenberg das Erbe an.

## Frauen- oder Männerkloster?
Aus den Visitationsprotokollen wird geschlossen, dass es sich bei Istein ursprünglich um einen Frauenkonvent von etwa acht Nonnen handelte, dem ein männlicher Prior vorstand. 1365 beschloss das Generalkapitel der Cluniazenser, das Isteiner Priorat in ein Männerkloster umzuwandeln. Es erfolgte gleichwohl weiterhin auch die Aufnahme neuer Nonnen und erst um 1450 war Istein dann ein Männerkloster.
1387 wurde das Kloster bei einem Brand weitgehend zerstört und wurde erst Ende des 16. Jahrhunderts wieder aufgebaut. Während die Klosterkirche weiter genutzt werden konnte, lebte der Konvent im Weißen Haus zwischen Dorf Istein und Isteiner Klotz.

## Nach der Reformation
1529 schloss sich die Stadt Basel der Reformationsbewegung an und löste auch das Kloster St. Alban auf, dessen Rechte damit an den Rat der Stadt Basel übergingen. Hierzu gehörte auch die Kollatur, das Recht zur Besetzung des Isteiner Priorenamts. Die Gemengelage diverser Rechte der Stadt Basel, der Bischöfe von Basel (Landesherrschaft) und Konstanz (zuständiger Diözesanbischof) sowie der Cluniazenser führte beständig zu Konflikten. Seit 1629 wurde die Propstei jeweils an Basler Domkapitulare vergeben, weshalb 1802 bei der Säkularisation der rechtsrheinischen Teile des Fürstbistums Basel auch die Propstei und damit die ehemaligen Klostergüter von der Markgrafschaft Baden eingezogen wurden.
Die Propsteigebäude und die Kirche des Klosters wurden 1783 mit Genehmigung des Rates der Stadt Basel abgebrochen, wobei die Titel der Kirche auf den Altar der Isteiner Pfarrkirche übertragen wurden.